# 切斯特菲爾德 (英國國會選區)

選區在德比郡的位置

切斯特菲爾德（英語：Chesterfield），英國國會一郡選區，位於德比郡東北部，包括切斯特菲爾德大部。
本區始設於1885年，1935年以來多數時間是工黨的根據地。在2010年大選中托比·柏金斯以39.0%選票擊敗自民黨的當區議員保羅·荷密斯，為工黨奪回失落九年的議席。